# This Year's Model
This Year's Model es el segundo álbum de estudio de Elvis Costello y el primero con The Attractions, publicado en 1978. Se grabó principalmente en los Eden Studios al oeste de Londres.
Fue votado como el mejor álbum del año en la encuesta hecha por la revista The Village Voice a los críticos de Pazz & Jop. En 2003, el álbum fue posicionado n.º 98 en la lista de los 500 mejores álbumes de todos los tiempos de la revista musical Rolling Stone. El álbum recibió una calificación de 10.0 por parte de Pitchfork Media.

## Lanzamiento y portada
Las primeras ediciones del álbum tenían un error pictográfico en la portada donde no se incluyó la letra "E" de Elvis y la "T" de This, en la parte izquierda de la imagen aparecía una línea de diferentes colores, provocada por la impresora del tiraje, esto fue un error deliberado del autor Barney Bubbles.

## Lista de canciones
Todas las canciones escritas por Elvis Costello.

### Cara uno
1. "No Action" – 1:58
2. "This Year's Girl" – 3:17
3. "The Beat" – 3:45
4. "Pump It Up" – 3:14
5. "Little Triggers" – 2:40
6. "You Belong to Me" – 2:22

### Cara dos
1. "Hand in Hand" – 2:33
2. "(I Don't Want to Go to) Chelsea" – 3:07
3. "Lip Service" – 2:36
4. "Living in Paradise" – 3:52
5. "Lipstick Vogue" – 3:29
6. "Night Rally" – 2:41

- En la versión estadounidense del álbum, se exluyeron "(I Don't Want to Go to) Chelsea" y "Night Rally", y se agregó: "Radio Radio" para cerrar la cara dos.

## Personal
- Elvis Costello – guitarra, vocalista
- Steve Nieve – piano, órgano
- Bruce Thomas – bajo
- Pete Thomas – Batería